# ダウコーニング
ダウコーニング（英: Dow Corning Corp.）は、アメリカ合衆国ミシガン州ミッドランドに本社を置く化学工業メーカーであった。ダウ・ケミカルとコーニングの共同出資による合弁企業で、シリコーンなどケイ素技術に特化していた。2017年にダウ・ケミカルがコーニングの持ち分を買い取り100％ダウ・ケミカルの子会社となり、名前も2018年からダウ・シリコーンズ・コーポレーション　（英：Dow Silicones Corporation)となった。

## 製品
シリコーン製充填材、接着剤、潤滑剤、離型剤、吸音材、半導体やソーラーパネルに使用されるシリコンウェハーなど約7000品目を製造する。

## 沿革
それまでの航空機は、エンジンの水分による電気系統からのコロナ放電のため高高度での飛行が不可能であったが、1942年にShailer Bassが開発したシリコングリース (Silicone grease) により解決を見た。シリコンの可能性を追求すべく1943年にダウコーニングが設立され、E.C.サリバンが初代社長、ウイリアム R. コリングスが初代ゼネラルマネージャーに就任した。コリングスは1954年から1962年までは社長を務めた。
ダウコーニングの主要な子会社の一つにヘムロック半導体社 (Hemlock Semiconductor Corporation) がある。同社はコンピュータが普及する以前の1960年に設立され、半導体や太陽電池に使われる様々な純度の多結晶シリコンを製造している。
日本では1966年に東レとの共同出資で東レ・ダウコーニング・シリコーン株式会社（後の 東レ・ダウコーニング株式会社、現　ダウ・東レ株式会社と　デュポン・東レ・スペシャルティ・マテリアルズ株式会社）を設立している。

## 訴訟
1980年代から1990年代にかけ、豊胸手術に使用されたダウコーニング製シリコンバッグにより乳癌や関節リウマチ、全身性エリテマトーデスなどの健康被害が生じたとして集団訴訟が提起された。訴訟は1984年に始まり、1998年の数十億ドルの集団訴訟の和解がピークとなった。これにより、1995年にダウコーニングは破産保全手続きに入った。
その後、米国医学研究所を含む複数の文献により、豊胸手術と乳癌や全身性疾患との因果関係が証明できないことが明らかになった。